# Promoteur tumoral
 (février 2025).
Si vous disposez d'ouvrages ou d'articles de référence ou si vous connaissez des sites web de qualité traitant du thème abordé ici, merci de compléter l'article en donnant les références utiles à sa vérifiabilité et en les liant à la section « Notes et références ».
Un promoteur tumoral est une substance ou une condition qui accélère la progression d'une tumeur sans provoquer directement des mutations génétiques sur l'ADN. Souvent, les promoteurs tumoraux sont des stimulateurs de la prolifération cellulaire, mais leur effet de promotion tumorale n'a lieu que sur des cellules qui ont déjà initié l'oncogenèse. Certains promoteurs tumoraux sont produits par notre organisme, comme les hormones sexuelles qui stimulent la prolifération des cellules des organes sexuels. Par exemple, l'inflammation chronique est un promoteur tumoral fort, et des pathologies qui font intervenir l'inflammation chronique comme les ulcères de l'estomac, l'alcoolisme ou les infections chroniques sont indirectement des promoteurs de tumeurs.